# Исход: Цари и боги
«Исход: Цари и боги» (англ. Exodus: Gods and Kings) — американский эпический фильм-пеплум 2014 года режиссёра Ридли Скотта, экранизация библейского сюжета о событии исхода евреев с Моисеем. 
Кинолента снята по совместному сценарию Адама Купера, Билла Колладжа, Джеффри Кейна и Стивена Заилляна. Главные роли исполнили Кристиан Бейл и Джоэл Эдгертон. Премьера в США состоялась 12 декабря 2014 года, в России — 1 января 2015 года.
Фильм был выпущен 12 декабря 2014 года 20th Century Studios с, в большинстве, отрицательными отзывами; критики высоко оценили визуальные эффекты и игру актеров, но подвергли критике его неточность к исходному материалу и отбеливание в фильме. Фильм также был запрещен в Египте и Объединенных Арабских Эмиратах из-за «исторических неточностей». Он заработал 268 миллионов долларов по всему миру при бюджете 140–200 миллионов долларов.

## Сюжет
С самого детства Рамзес II и Моисей были друг другу как братья, что нисколько не мешало им постоянно соперничать: так, уже в начале фильма они устраивают состязания, за которыми наблюдает египетский фараон — отец Рамзеса. Но через некоторое время Моисею суждено было открыть страшную тайну своего происхождения. Он был рождён в год, когда правитель Египта приказал вырезать всех еврейских первенцев. Но мать спасла Моисея, пустив его в плетёной корзине по течению реки, где обычно совершала омовение дочь фараона. Она нашла младенца и воспитала его как египтянина вместе со своим братом.
Но тайному было суждено открыться, и Рамзес, ставший к тому времени фараоном, изгнал Моисея с египетской земли. Противоречия и душевные терзания не давали ему, еврею по происхождению, решиться на исполнение своей миссии. Он скитался девять лет, стал примерным мужем и заботливым отцом, но так и не смог уйти от своей судьбы. Моисей возвращается в Египет и предъявляет названому брату ультиматум, но тот не соглашается на мирное освобождение еврейского народа из вечного рабства.
Чтобы увести свой народ на Землю обетованную, Моисею придётся довериться Богу. Десять казней египетских, посланных Богом, обрушатся на Египет неисчислимыми страданиями. И только смерть сына заставит Рамзеса отпустить еврейский народ. Но на этом испытания их предводителя не кончатся: обезумевший от горя фараон, опамятовавшись, попытается догнать людей Моисея, отправив за ними своё войско.
На берегу Красного моря, которое следовало преодолеть, пророк испытает настоящее отчаяние, думая, что ведёт людей на верную смерть. Но расступившиеся на время воды позволят евреям пройти по дну моря «аки посуху», а затем, сомкнувшись вновь, эти же воды погубят их преследователей.
На протяжении всего фильма Моисею часто является мальчик — как воплощение Божьей силы, сопровождающей своего избранника на его тернистом пути.

## В ролях
| Актёр              | Роль                |
| ------------------ | ------------------- |
| Кристиан Бейл      | Моисей              |
| Джоэл Эдгертон     | Рамзес II           |
| Аарон Пол          | Иешуа (Иисус Навин) |
| Бен Кингсли        | Нун                 |
| Мария Вальверде    | Сепфора             |
| Сигурни Уивер      | Туйя                |
| Джон Туртурро      | Сети I              |
| Гольшифте Фарахани | Нефертари           |
| Индира Варма       | верховная жрица     |
| Бен Мендельсон     | наместник Хегеп     |
| Хиам Аббасс        | Бифья               |
| Кеворк Маликян     | Иофор               |
| Антон Александр    | Дафан               |
| Тара Фицджеральд   | Мириам              |
| Дар Салим          | Хиан                |
| Эндрю Тарбет       | Аарон               |
| Хэл Хеветсон       | Гирсам              |
| Исаак Эндрюс       | Малак               |

## Факты
- Второй «библейский» фильм с участием Кристиана Бейла, первым был «Мария, мать Иисуса», в котором актёр исполнил роль Иисуса Христа.
- Второй фильм о Моисее с участием Бена Кингсли, первым был «Пророк Моисей: Вождь-освободитель», в котором актёр исполнил роль Моисея.
- Фильм был запрещён к показу в Египте[14] и ОАЭ из-за исторических неточностей[15]. В прокате Марокко после первоначального запрета[16] демонстрировалась изменённая версия фильма[15].
- От роли Рамзеса отказались Оскар Айзек и Хавьер Бардем[17][18].